# Indice d'oxygénation
L'indice d'oxygénation est un paramètre utilisé en réanimation pour mesurer la fraction inspirée en oxygène (FiO2) et son usage dans le corps.
En regardant l'équation, on peut clairement constater qu'un indice d'oxygénation bas est souhaitable. Car à mesure que l'oxygénation d'une personne s'améliore, elle pourra arriver à une PaO2 haute avec une FiO2 plus basse. Ceci s'illustre sur l'équation par une baisse du numérateur ou une augmentation du dénominateur. Généralement un IO seuil est défini quand un nouveau-né doit être mis en ECMO, IO>40 par exemple.

## L'équation
{\displaystyle IO={\frac {FiO_{2}\times M_{\text{PAW}}}{PaO_{2}}}}
- {\displaystyle FiO_{2}}: Fraction inspirée en oxygène, en pourcentage;
- {\displaystyle M_{\text{PAW}}}: Pression moyenne des voies aériennes, en mmHg;
- {\displaystyle PaO_{2}}: Pression partielle de l'oxygène dans le sang artériel, en mmHg.